# Милановек
Милановек (пољ. Milanówek) град је у Пољској у мазовијецком војводству, удаљен око 30 km североисточно од Варшаве.
Министарка рада и социјалне политике у пољској Влади, Ана Калата, рођена је у Милановеку.

## Демографија
| 2012.  |
| ------ |
| 16.387 |

## Партнерски градови
- Лидзбарк Вармињски